# Rövidfarkú kúszóegér
A rövidfarkú kúszóegér (Leimacomys buettneri) az emlősök (Mammalia) osztályának rágcsálók (Rodentia) rendjébe, ezen belül az egérfélék (Muridae) családjába tartozó faj.
Alcsaládjának és nemének az egyetlen faja.
1995-ig ezt a fajt a madagaszkáriegér-félék (Nesomyidae) családjához tartozó kúszóegérformák (Dendromurinae) alcsaládjába sorolták.

## Előfordulása és életmódja
A rövidfarkú kúszóegeret először a Togo-i Bismarckburg melletti településnél vették észre, 710 méteres tengerszint feletti magasságban. A biológusok feltételezik, hogy a szomszédos Ghána erdeiben is megtalálható. E fajból csak két példányt lehetett befogni; ez 1890-ben történt meg. Emiatt manapság nem tudják, hogy ez a faj még létezik-e.
Az állat erdőlakó és rovarokkal táplálkozik. Befogása azért nehéz, mivel rovarevő és ezért speciális csapdára van szükség. Időigényes és odaadó megfigyelési munka kell ahhoz, hogy a biológusok megtudjanak valamit erről az alig ismert egérféléről.

## Megjelenése
A rövidfarkú kúszóegér fej-testhossza 11,8 centiméter, farokhossza 3,7 centiméter. A feltűnően rövidfarok, a testhossznak csak a 37 százalékát teszi ki; valószínű innen ered a magyar neve is. Az állat szőrzete szürkésbarna, felül sötétebb, alul világosabb. Fülei kicsik és szőrösek. A talpain is vannak szőrök. Farka csupasz vagy alig szőrös.
Metszőfogai csak felszínesen vannak beágyazódva. Pofája hosszú és széles. A két szemüreg közti rész széles. Pofacsontja nagy (Musser & Carleton, 2005).
A koponya felépítéséből kiindulva, a biológusok szerint az állat rovarokkal táplálkozik (Dieterlen, 1976). Életmódjáról alig tudunk.
Az eddig befogott rövidfarkú kúszóegerek maradványait a berlini Humboldt Egyetem Zoologisches Museum-ában őrzik.

## Fordítás
- Ez a szócikk részben vagy egészben  a   Togo Mouse című angol Wikipédia-szócikk fordításán alapul.  Az eredeti cikk szerkesztőit annak laptörténete sorolja fel. Ez a jelzés csupán a megfogalmazás eredetét és a szerzői jogokat jelzi, nem szolgál a cikkben szereplő információk forrásmegjelöléseként.